# 尤納迪拉鎮區 (密歇根州)
尤納迪拉鎮區（英語：Unadilla Township）是位於美國密歇根州利文斯頓縣的一個行政鎮區。

## 地方資料
尤納迪拉鎮區的面積為89.90平方千米，當中陸地面積為87.50平方千米，而水域面積為2.40平方千米。根據2020年美國人口普查的數據，當地共有人口3333人，而人口密度為每平方千米37.07人。